# Finnischer Fußballpokal 1979
Der Finnische Fußballpokal 1979 (finnisch Suomen Cup 1979) war die 25. Austragung des finnischen Pokalwettbewerbs. Er wurde vom finnischen Fußballverband ausgetragen. Das Finale fand am 21. Oktober 1979 im Olympiastadion Helsinki statt. 
Pokalsieger wurde Ilves Tampere. Das Team setzte sich im Finale gegen Turku PS mit 2:0 durch und qualifizierte sich damit für den Europapokal der Pokalsieger. Titelverteidiger Lahden Reipas war in der 8. Runde gegen Kokkolan Palloveikot ausgeschieden.
Alle Begegnungen wurden in einem Spiel ausgetragen. Bei unentschiedenem Ausgang wurde das Spiel um zweimal 15 Minuten verlängert. Stand danach kein Sieger fest, folgte ein Elfmeterschießen.

## Teilnehmende Teams
Die Teilnahme war freiwillig. Insgesamt 279 Mannschaften hatten für den Pokalwettbewerb gemeldet. In der zweigeteilten 1. Runde nahmen einerseits 28 Teams der unteren Ligen sowie separat 23 Vereine der ersten und zweiten Liga teil. Deren Sieger stiegen erst wieder in der 8. Runde ein. In der zweiten Runde kamen noch 242 Mannschaften dazu.

## 1. Runde
|                                 | Ergebnis              |                             |
| ------------------------------- | --------------------- | --------------------------- |
| Mestaruussarja und I divisioona |                       |                             |
| HJK Helsinki                    | 2:1                   | FC Honka Espoo              |
| Lappfjärds BK                   | 3:1                   | Sepsi-78 Seinäjoki          |
| Grankulla IFK                   | 1:2                   | FC Kiffen 08 Helsinki       |
| Ilves Tampere                   | 2:1                   | Haka Valkeakoski            |
| Turku PS                        | 2:0                   | Turun Pyrkivä               |
| Kotkan Työväen Palloilijat      | 1:4                   | Myllykosken Pallo -47       |
| Kokkolan Palloveikot            | 4:2                   | Gamlakarleby BK             |
| Kuusysi Lahti                   | 1:2                   | Lahden Reipas               |
| Kuopion PS                      | 2:0                   | Kuopion Pallotoverit        |
| Mikkelin Palloilijat            | 1:1 n. V. (3:4 i. E.) | Mikkelin Pallo-Kissat       |
| Oulun Palloseura                | 1:0                   | Oulun Työväen Palloilijat   |
| Rovaniemi PS                    | Freilos               |                             |
| Andere Clubs                    |                       |                             |
| Vaasan Pallo-Veikot             | kampflos              | Kyrön Voima Isokyrö         |
| Mörrit IF                       | 0:6                   | Vaasan Sport                |
| Irrottelijat Helsinki           | 0:2 n. V.             | Trehu Helsinki              |
| Socceri Helsinki                | 9:2                   | FC Alko Helsinki            |
| Kirkonpellon Pallokerho         | 0:5                   | Blow-Up Helsinki            |
| Kissalan Pojat Tampere          | 2:0                   | Malminkartanon Peli-Toverit |
| Östernäs IFK                    | 0:3                   | Sundom IF                   |
| Lehmon Pallo-77                 | 0:5                   | Joensuun Pelitoverit        |
| Kankaanpään Pallo               | 1:8                   | Vantaan Pallo-70            |
| Seinäjoen Sisu                  | 2:1 n. V.             | TP-55 Seinäjoki             |
| Vaasan Kylteriveljet            | 1:4                   | Karihaaran Tenho            |
| Ihme Kemi                       | 5:1                   | Keminmaan Pallo             |
| Kajaanin Haka                   | 9:0                   | Kalliosuon Sisu             |
| Oulun Pallo-75                  | 2:4                   | Pateniemen Urheilijat       |

## 2. Runde
|                            | Ergebnis              |                             |
| -------------------------- | --------------------- | --------------------------- |
| BK-48 Vaasa                | 4:2                   | Vaasan Pallo-Veikot         |
| Malax IF                   | 0:2                   | Vaasan PS                   |
| Vasa IFK                   | 17:30                 | Vaasan Sport                |
| Vörå IF                    | 0:2                   | Sparta Vaasa                |
| IK Kamp Närpiö             | 5:6                   | Kaskö IK                    |
| Tjöck IK                   | 0:7                   | IF Närpes Kraft             |
| Petalax IK                 | 8:2                   | Körsnas FF-75               |
| Jurva-70 Jalkapallo        | 4:3                   | Karhu Kauhajoki             |
| Toijalan Pallo -49         | 4:0                   | Viialan Peli-Veikot         |
| Nokian Pyry JK             | 7:0                   | Vammalan Palloseura         |
| Hämeenlinnan Pallokerho    | 5:0                   | Härmeenlinnan Palloilijat   |
| Akaan Pallo                | 6:1                   | Iittalan Pallo              |
| Nakkilan Nasta             | 1:4                   | Hakrit Rauma                |
| Rauman Pallo               | 6:2 n. V.             | Porin Pallo-Toverit         |
| Luvian Veto                | 3:4                   | Musan Salama                |
| Porin Ässät                | 7:2                   | Valkealan Kajo              |
| PK-50 Vantaa               | 2:0                   | FC Vantaa                   |
| Järvenpään PS              | 3:0                   | Tuusulan Palloseura         |
| Keravan Pallo-75           | 7:1                   | Kellokosken Alku            |
| Vantaan Pallo-70           | 3:1                   | Rajakylan Yritys Vantaa     |
| Töölön Vesa                | 4:1                   | Trehu Helsinki              |
| Suurmetsän Urheilijat      | 1:8                   | Malmin Palloseura           |
| Kallion PS                 | 1:2                   | Helsingin Ponnistus         |
| PK-35 Helsinki             | 6:1 n. V.             | Botnia Helsinki             |
| Hermannin Pallo            | 3:4 n. V.             | Kampin Pallo-50             |
| FC Viikingit               | 5:1                   | FC JPS Phantom              |
| Puotinkylän Valtti         | 2:0                   | Socceri Helsinki            |
| Käpylän Pallo              | 2:1                   | Kontulan Urheilijat         |
| Team Grani Kauniainen      | 2:3 n. V.             | Esbo BK                     |
| Peipparit Espoo            | 3:2 n. V.             | Karakallion Pallo           |
| Leppävaaran Pallo          | 1:3                   | Pohjois-Haagan Urheilijat   |
| Meisseli Helsinki          | 1:0                   | CDV Helsinki                |
| HiVi Helsinki              | 1:4                   | Suvelan Pallo               |
| Tikkurilan PS              | 5:0                   | Hämeenkylän PS              |
| Porvoon Weikot             | 0:6                   | Porvoon Akilles             |
| IF Sibbo-Vargarna          | 3:0                   | ÅIF Helsinki                |
| Trikiinit Helsinki         | 0:1                   | Blow-Up Helsinki            |
| Huopalahden Hurjat         | 0:1                   | Toukolan Teräs              |
| Helsingin Kullervo         | 0:1                   | IF Gnistan                  |
| Helsingin Palloseura       | 2:0                   | Drumsö IK Dicken            |
| Helsingfors IFK-2          | 2:1                   | Pellon Toverit              |
| Liffen Helsinki            | 1:5                   | Helsingin Pallo-Pojat       |
| Käpylän Urheilu-Veikot     | 6:1                   | Katajanokan Urheilijat      |
| FC Noppa                   | kampflos              | FinnPa Helsinki             |
| Nateva Nurmijärvi          | 0:2                   | Hyvinkään Palloseura        |
| Hyvinkään Apollo           | 3:0                   | Karkkilan Urheilijat        |
| Urjalan Palloseura         | 0:1                   | Loimaan Palloseura          |
| Riihimäen Palloseura       | 4:2                   | Tervakosken Pato            |
| Ekenäs IF                  | 1:0                   | BK-46 Karis                 |
| Salon Vilpas               | 2:0                   | Salon Palloilijat           |
| Lohjan Pallo               | 3:1                   | Kyrkslätt IF                |
| By Night Hanko             | 4:2                   | Hangö AIK                   |
| Helsingfors IFK            | 1:2                   | Turun Teräs                 |
| Uudenkaupungin Roima       | 4:1                   | Mynämäen Pallo -53          |
| Kaarinan Pojat             | 4:0                   | Turun Ponteva               |
| Hirvensalon Heitto         | 1:0                   | Turun Pallo                 |
| Paimion Haka               | 0:3                   | Taalintehtaan Jäntevä       |
| Piikkiön Palloseura        | 3:0                   | Pargas IF                   |
| Raision Palloseura         | 2:3                   | Naantalin VG-62             |
| Lamex Pallo Laitila        | 1:2                   | Turun Weikot                |
| IFK Mariehamn              | 3:2                   | Sundom IF                   |
| IF Finströms Kamraterna    | 1:1 n. V. (3:0 i. E.) | Jomala IK                   |
| Hammarlands IK             | 1:4                   | Fram Saltvik                |
| Veijarit Turku             | 0:3                   | Turun Toverit               |
| Rengas Pallo Lappeenranna  | 0:6                   | Wilma Lappeenranta          |
| Joutseno Kataja            | 2:3                   | Joutsenon Kullervo          |
| Ristiinan Urheilijat       | 3:5                   | Porrassalmen Urheilijat -62 |
| Uus-Lavolan Peli-Pojat     | 1:0                   | Ylämaan Pyrkijät            |
| Seiskat Lahti              | 3:1                   | Altair Lahti                |
| Heinolan Palloilijat-47    | 5:1                   | Mukkulan Pallo Lahti        |
| Mäntsälän Urheilijat       | 0:1                   | Orimattilan Pedot           |
| Lahden Sampo               | 8:1                   | Ahtialan Pallo              |
| Kevätniemen Kehä           | 0:4                   | Juuan Palloseura            |
| IP-75 Ilomantsi            | 1:7                   | Karelian Pallo              |
| Outokumpu Vesa             | 1:2                   | Joensuun Pelitoverit        |
| Estura Savonlinna          | 5:1                   | Simpeleen Urheilijat        |
| Rautavaaran Raiku          | 2:3                   | Nilsiän Pallo-Haukat        |
| Kuopion Elo                | 4:0                   | Ristiinan Urheilijat        |
| Warkauden TP               | 0:1                   | Warkauden Pallo -35         |
| Sorsakosken Urheilijat     | 0:4                   | Suonenjoen Pallo -52        |
| Lahden Työväen Palloilijat | 1:2                   | Lahden Peli-Veikot          |
| Lahden Palloseura          | kampflos              | Palloseura Eleven           |
| Voikkaan Pallo-Peikot      | 6:2                   | Kyminlinnan Väkinäiset      |
| Kausalan Yritys            | 3:1                   | Kajaanin Hokki              |
| Sudet Kouvola              | 2:3                   | Kotkan Peli-Karhut          |
| Haminan Pallo-Kissat       | 1:0                   | Kotkan PS                   |
| Loviisan Tor               | 6:0                   | Liljendal Idrottsklub       |
| Kotkan Jäntevä             | 8:3                   | Mussalon Oras               |
| Pirkkalan Viri             | 3:1                   | RRR Tampere                 |
| Valkeakosken Koskenpojat   | 5:0                   | PS-44 Valkeakoski           |
| Ilves-Pallo Tampere        | 5:0                   | Epilän Esa Tampere          |
| Säynätsalon Riento         | 4:0                   | Messukylän Toverit          |
| Kuoreveden Pallo 56        | 2:3                   | Mänttän Valo                |
| Oriveden Tuisku            | 1:2                   | Korkeakosken Kisa-Urhot     |
| Tampereen Pallo-Veikot     | 2:2 n. V. (2:3 i. E.) | Kissalan Pojat Tampere      |
| Tampereen Kisa-Toverit     | 3:1                   | Nekalan Pallo               |
| Vaajakosken Kuohu          | 0:2                   | Vaajakosken Pallo           |
| Jyväskkylän Pyöräilyseura  | 2:1                   | Jyväskylän Pallo-Pojat      |
| Pamaus Vihtavuori          | 1:8                   | Jyväskylän Pallokerho       |
| Palokan Riento             | 2:6                   | Blue Eyes Jyväskylä         |
| Haapamäen Pallo-Pojat      | 00:10                 | Jyväskylän Palloilijat-77   |
| Jänsänkosken Ilves         | 4:0                   | Jämsän Pallo                |
| Lapuan Virkiä              | 1:0                   | Seinäjoen Sisu              |
| Äänekosken Huima           | 3:2                   | Suolahden Urho              |
| Pensala Ungdömsförening    | 2:3 n. V.             | Nykarleby IF                |
| Kållby UF                  | 1:2 n. V.             | Jakobstads Into             |
| FF Jaro                    | 3:2                   | Larsmo BK                   |
| NoStars Kokkola            | 2:0                   | Kokkolan Konkarit           |
| Kannuksen Ura              | 0:3                   | Forsby BK                   |
| Tohmajärven Urheilijat     | 3:1 n. V.             | Pyhäjärven Pohti            |
| LUF Lillby                 | 1:4                   | Kokkolan Jymy               |
| Jakobstads BK              | 4:1                   | IF Pedersöre Pojkarna       |
| Arpelan Palloseura         | 2:3                   | Tornion Tarmo               |
| Kontio Kolari              | 0:2                   | Pellon Ponsi                |
| Team Pohtimolampi          | kampflos              | Rovaniemen Reipas           |
| Isokylän Pallo-Pojat       | 2:1                   | Rovaniemen Pallo            |
| Kemin Into                 | 1:3                   | Karihaaran Tenho            |
| Kemin Palloseura           | 3:0                   | Ihme Kemi                   |
| Tornion Palloveikot        | 0:1                   | Tornion Pallo -47           |
| Tornion Wentit             | 5:3                   | Valistus Kaakamo            |
| Iisalmen Pallo-Veikot      | 5:0                   | Siilinjärven Palloseura     |
| Pallo-Kerho 37             | 4:1                   | Kerho-07 Seinäjoki          |
| Kajaanin Palloilijat       | 3:4                   | Kajaanin Haka               |
| Pyhännän Palloseura        | 0:4                   | JoTa Kajaani                |
| Paletovian Pallo           | 2:5                   | Sinkki Sepot                |
| Pateniemen Vesa            | 4:0 n. V.             | Pateniemen Urheilijat       |
| Oulun Pallo-Pojat          | 0:2                   | Oulun Luistinseura          |
| Iltatähti Oulu             | 5:1                   | Pelimiehet Oulu             |

## 3. Runde
|                             | Ergebnis              |                           |
| --------------------------- | --------------------- | ------------------------- |
| BK-48 Vaas                  | 1:3 n. V.             | Vaasan PS                 |
| Vasa IFK                    | 3:2                   | Sparta Vaasa              |
| Kaskö IK                    | 1:2                   | IF Närpes Kraft           |
| Petalax IK                  | 2:3                   | Jurva-70 Jalkapallo       |
| Toijalan Pallo -49          | 0:2                   | Nokian Pyry JK            |
| Hämeenlinnan Pallokerho     | 5:0                   | Akaan Pallo               |
| Hakrit Rauma                | 3:5                   | Rauman Pallo              |
| Musan Salama                | 4:2                   | Porin Ässät               |
| PK-50 Vantaa                | 2:3                   | Järvenpään PS             |
| Keravan Pallo-75            | 7:0                   | Vantaan Pallo-70          |
| Töölön Vesa                 | 0:3                   | Malmin Palloseura         |
| Helsingin Ponnistus         | 3:2 n. V.             | PK-35 Helsinki            |
| Kampin Pallo-50             | 0:1                   | FC Viikingit              |
| Puotinkylän Valtti          | 1:3                   | Käpylän Pallo             |
| Esbo IF                     | 1:3                   | Peipparit Espoo           |
| Pohjois-Haagan Urheilijat   | 3:0                   | Meisseli Helsinki         |
| Suvelan Pallo               | 0:7                   | Tikkurilan PS             |
| Porvoon Akilles             | 4:3                   | IF Sibbo-Vargarna         |
| Blow-Up Helsinki            | 2:1                   | Toukolan Teräs            |
| IF Gnistan                  | 1:1 n. V. (5:4 i. E.) | Helsingin Palloseura      |
| Helsingfors IFK-2           | 0:3                   | Helsingin Pallo-Pojat     |
| Käpylän Urheilu-Veikot      | 2:3                   | FinnPa Helsinki           |
| Hyvinkään Palloseura        | 2:1                   | Hyvinkään Apollo          |
| Loimaan Palloseura          | 0:2                   | Riihimäen Palloseura      |
| Ekenäs IF                   | 1:1 n. V. (4:5 i. E.) | Salon Vilpas              |
| Lohjan Pallo                | 3:0                   | By Night Hanko            |
| Turun Teräs                 | 1:4                   | Uudenkaupungin Roima      |
| Kaarinan Pojat              | 0:3                   | Hirvensalon Heitto        |
| Taalintehtaan Jäntevä       | 1:6                   | Piikkiön Palloseura       |
| Naantalin VG-62             | 1:0                   | Turun Weikot              |
| IFK Mariehamn               | 0:3                   | IF Finströms Kamraterna   |
| Fram Saltvik                | kampflos              | Turun Toverit             |
| Wilma Lappeenranta          | 1:5                   | Joutsenon Kullervo        |
| Porrassalmen Urheilijat -62 | 7:0                   | Uus-Lavolan Peli-Pojat    |
| Seiskat Lahti               | 0:1                   | Heinolan Palloilijat-47   |
| Orimattilan Pedot           | 1:0                   | Lahden Sampo              |
| Juuan Palloseura            | 1:2                   | Karelian Pallo            |
| Joensuun Pelitoverit        | 1:0 n. V.             | Estura Savonlinna         |
| Nilsiän Pallo-Haukat        | 1:2 n. V.             | Kuopion Elo               |
| Warkauden Pallo -35         | 2:1                   | Suonenjoen Pallo -52      |
| Lahden Peli-Veikot          | 0:4                   | Lahden Palloseura         |
| Voikkaan Pallo-Peikot       | 6:0                   | Kausalan Yritys           |
| Kotkan Peli-Karhut          | 1:2                   | Haminan Pallo-Kissat      |
| Loviisan Tor                | 5:1                   | Kotkan Jäntevä            |
| Pirkkalan Viri              | 0:3                   | Valkeakosken Koskenpojat  |
| Ilves-Pallo Tampere         | 0:4                   | Säynätsalon Riento        |
| Mänttän Valo                | 0:3                   | Korkeakosken Kisa-Urhot   |
| Kissalan Pojat Tampere      | 2:3 n. V.             | Tampereen Kisa-Toverit    |
| Vaajakosken Pallo           | 6:1                   | Jyväskkylän Pyöräilyseura |
| Jyväskylän Pallokerho       | 2:1                   | Blue Eyes Jyväskylä       |
| Jyväskylän Palloilijat-77   | 0:1                   | Jänsänkosken Ilves        |
| Lapuan Virkiä               | 1:0                   | Äänekosken Huima          |
| Nykarleby IF                | 0:1                   | Jakobstads Into           |
| FF Jaro                     | 5:1                   | NoStars Kokkola           |
| Forsby BK                   | 1:1 n. V. (6:5 i. E.) | Tohmajärven Urheilijat    |
| Kokkolan Jymy               | 0:3                   | Jakobstads BK             |
| Tornion Tarmo               | 2:3                   | Pellon Ponsi              |
| Rovaniemen Reipas           | 5:3                   | Isokylän Pallo-Pojat      |
| Karihaaran Tenho            | 2:5 n. V.             | Kemin Palloseura          |
| Tornion Pallo -47           | 5:4 n. V.             | Tornion Wentit            |
| Iisalmen Pallo-Veikot       | 0:5                   | Pallo-Kerho 37            |
| Kajaanin Haka               | 3:0                   | JoTa Kajaani              |
| Sinkki Sepot                | 0:1                   | Pateniemen Vesa           |
| Oulun Luistinseura          | 5:1                   | Iltatähti Oulu            |

## 4. Runde
|                          | Ergebnis  |                             |
| ------------------------ | --------- | --------------------------- |
| Vaasan PS                | 1:2 n. V. | Vasa IFK                    |
| IF Närpes Kraft          | 7:2       | Jurva-70 Jalkapallo         |
| Nokian Pyry JK           | 1:5       | Hämeenlinnan Pallokerho     |
| Rauman Pallo             | 5:0       | Musan Salama                |
| Järvenpään PS            | 1:3       | Keravan Pallo-75            |
| Malmin Palloseura        | 0:5 n. V. | Helsingin Ponnistus         |
| FC Viikingit             | 2:5       | Käpylän Pallo               |
| Peipparit Espoo          | 2:1       | Pohjois-Haagan Urheilijat   |
| Tikkurilan PS            | 0:2       | Porvoon Akilles             |
| Blow-Up Helsinki         | 1:3 n. V. | IF Gnistan                  |
| Helsingin Pallo-Pojat    | 2:4       | FinnPa Helsinki             |
| Hyvinkään Palloseura     | 2:1       | Riihimäen Palloseura        |
| Salon Vilpas             | 0:1 n. V. | Lohjan Pallo                |
| Uudenkaupungin Roima     | 2:5       | Hirvensalon Heitto          |
| Piikkiön Palloseura      | 1:4       | Naantalin VG-62             |
| IF Finströms Kamraterna  | 2:0       | Fram Saltvik                |
| Joutsenon Kullervo       | 2:3       | Porrassalmen Urheilijat -62 |
| Heinolan Palloilijat-47  | 5:2       | Orimattilan Pedot           |
| Karelian Pallo           | 0:2       | Joensuun Pelitoverit        |
| Kuopion Elo              | 2:1       | Warkauden Pallo -35         |
| Lahden Palloseura        | 3:0       | Voikkaan Pallo-Peikot       |
| Haminan Pallo-Kissat     | 0:2       | Loviisan Tor                |
| Valkeakosken Koskenpojat | 1:0       | Säynätsalon Riento          |
| Korkeakosken Kisa-Urhot  | 0:5       | Tampereen Kisa-Toverit      |
| Vaajakosken Pallo        | 4:2       | Jyväskylän Pallokerho       |
| Jänsänkosken Ilves       | 7:1       | Lapuan Virkiä               |
| Jakobstads Into          | 2:5       | FF Jaro                     |
| Forsby BK                | 0:8       | Jakobstads BK               |
| Pellon Ponsi             | 1:3       | Rovaniemen Reipas           |
| Kemin Palloseura         | 5:0       | Tornion Pallo -47           |
| Pallo-Kerho 37           | 2:5 n. V. | Kajaanin Haka               |
| Pateniemen Vesa          | 0:3       | Oulun Luistinseura          |

## 5. Runde
|                             | Ergebnis  |                         |
| --------------------------- | --------- | ----------------------- |
| Vasa IFK                    | 2:3       | IF Närpes Kraft         |
| Hämeenlinnan Pallokerho     | 0:1       | Rauman Pallo            |
| Keravan Pallo-75            | 0:1       | Helsingin Ponnistus     |
| Käpylän Pallo               | 5:1       | Peipparit Espoo         |
| Porvoon Akilles             | 3:1       | IF Gnistan              |
| FinnPa Helsinki             | 1:0       | Hyvinkään Palloseura    |
| Lohjan Pallo                | 1:2       | Hirvensalon Heitto      |
| Naantalin VG-62             | 1:2 n. V. | IF Finströms Kamraterna |
| Porrassalmen Urheilijat -62 | 0:2       | Heinolan Palloilijat-47 |
| Joensuun Pelitoverit        | 0:4       | Kuopion Elo             |
| Lahden Palloseura           | 2:1       | Loviisan Tor            |
| Valkeakosken Koskenpojat    | 3:1       | Tampereen Kisa-Toverit  |
| Vaajakosken Pallo           | 1:2 n. V. | Jänsänkosken Ilves      |
| FF Jaro                     | 3:1       | Jakobstads BK           |
| Rovaniemen Reipas           | 3:5       | Kemin Palloseura        |
| Kajaanin Haka               | 5:0       | Oulun Luistinseura      |

## 6. Runde
|                         | Ergebnis  |                          |
| ----------------------- | --------- | ------------------------ |
| IF Närpes Kraft         | 3:1       | Rauman Pallo             |
| Helsingin Ponnistus     | 1:3       | Käpylän Pallo            |
| Porvoon Akilles         | 0:3       | FinnPa Helsinki          |
| Hirvensalon Heitto      | 3:1       | IF Finströms Kamraterna  |
| Heinolan Palloilijat-47 | 1:0 n. V. | Kuopion Elo              |
| Lahden Palloseura       | 2:0       | Valkeakosken Koskenpojat |
| Jänsänkosken Ilves      | 0:4       | FF Jaro                  |
| Kemin Palloseura        | 3:1       | Kajaanin Haka            |

## 7. Runde
|                         | Ergebnis |                    |
| ----------------------- | -------- | ------------------ |
| IF Närpes Kraft         | 2:0      | Käpylän Pallo      |
| FinnPa Helsinki         | 2:4      | Hirvensalon Heitto |
| Heinolan Palloilijat-47 | 0:3      | Lahden Palloseura  |
| FF Jaro                 | 2:0      | Kemin Palloseura   |

## 8. Runde
Die Sieger der 1. Runde zwischen den Teams der Mestaruussarja und I divisioona stiegen in dieser Runde wieder ein.
|                       | Ergebnis |                       |
| --------------------- | -------- | --------------------- |
| IF Närpes Kraft       | 1:3      | HJK Helsinki          |
| Lappfjärds BK         | 2:1      | Hirvensalon Heitto    |
| FC Kiffen 08 Helsinki | 0:2      | Ilves Tampere         |
| Lahden Palloseura     | 3:0      | FF Jaro               |
| Turku PS              | 5:1      | Myllykosken Pallo -47 |
| Kokkolan Palloveikot  | 1:0      | Lahden Reipas         |
| Kuopion PS            | 3:1      | Mikkelin Pallo-Kissat |
| Oulun Palloseura      | 3:2      | Rovaniemi PS          |

## Viertelfinale
|               | Ergebnis |                      |
| ------------- | -------- | -------------------- |
| HJK Helsinki  | 5:1      | Lappfjärds BK        |
| Ilves Tampere | 1:0      | Lahden Palloseura    |
| Turku PS      | 1:0      | Kokkolan Palloveikot |
| Kuopion PS    | 2:1      | Oulun Palloseura     |

## Halbfinale
|              | Ergebnis  |               |
| ------------ | --------- | ------------- |
| HJK Helsinki | 1:3 n. V. | Ilves Tampere |
| Turku PS     | 6:4 n. V. | Kuopion PS    |

## Finale
| Paarung        | Ilves Tampere – Turku PS |
| Ergebnis       | 2:0 (0:0) |
| Datum          | 21. Oktober 1979 um 14:00 Uhr (13:00 Uhr MEZ) |
| Stadion        | Olympiastadion, Helsinki |
| Zuschauer      | 3.409 |
| Schiedsrichter | Osmo Orakangas |
| Tore           | 1:0 Jari Niinimäki (60.) 2:0 Esa Vuorinen (83.) |
| Ilves Tampere  | Eingesetzte Spieler: Pertti Peltonen – Risto Hurri, Raimo Kuuluvainen, Seppo Lindström, Markku Linnusmäki, Timo Martinsen, Kari Laatikainen, Jari Niinimäki, Erkki Vihtilä, Seppo Räsänen, Markku Wacklin, Juha Ojanen, Esa Vuorinen. |